# Toyota TownAce
Toyota TownAce – rodzina samochodów dostawczych produkowanych pod japońską marką Toyota od października 1976 roku. Oferowana w trzech głównych odmianach: van, station wagon oraz pick-up.
Pojazd zadebiutował w październiku 1976 roku jako model pośredni między Hiace i LiteAce. Oferowana w trzech głównych odmianach: van, station wagon oraz pick-up. Van mieścił w zależności od wersji 3 lub 6 pasażerów, station wagon zaś ośmiu. W październiku 1978 do oferty dodano wersję pick-up. Do napędu służyły silniki takie jak: 1.2 3K-J o mocy 64 KM, 1.6 2T-J o mocy 93 KM czy 1.6 12T (85 KM).

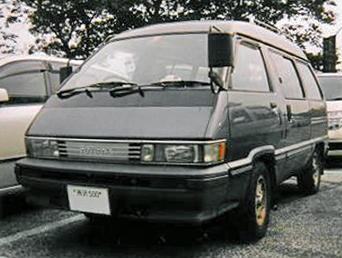
1987 TownAce

Druga generacja wersji wagon zadebiutowała w listopadzie 1982. Także w listopadzie 1982 zadebiutowała 2. generacja wersji station wagon, wyróżniała się ona standardowo nieco wyższym nadwoziem (wyższy dach). Pojazd napędzały silniki takie jak: benzynowe 1.6 1Y o mocy 84 KM, 1.8 2Y o mocy 95 KM, 1.3 4K o mocy 69 KM, 2.0 3Y-EU (EFi, 97 KM), 1.8 2Y-U (95 KM) i 2.0 2C-T (82 KM) czy też wysokoprężny 1.8 1C generujący 63 KM. Przy rozstawie osi 2230 mm długość nadwozia wynosiła 4240 mm. Od listopada 1985 oferowano wersję z dołączanym napędem na przednią oś (tylko z niektórymi silnikami).

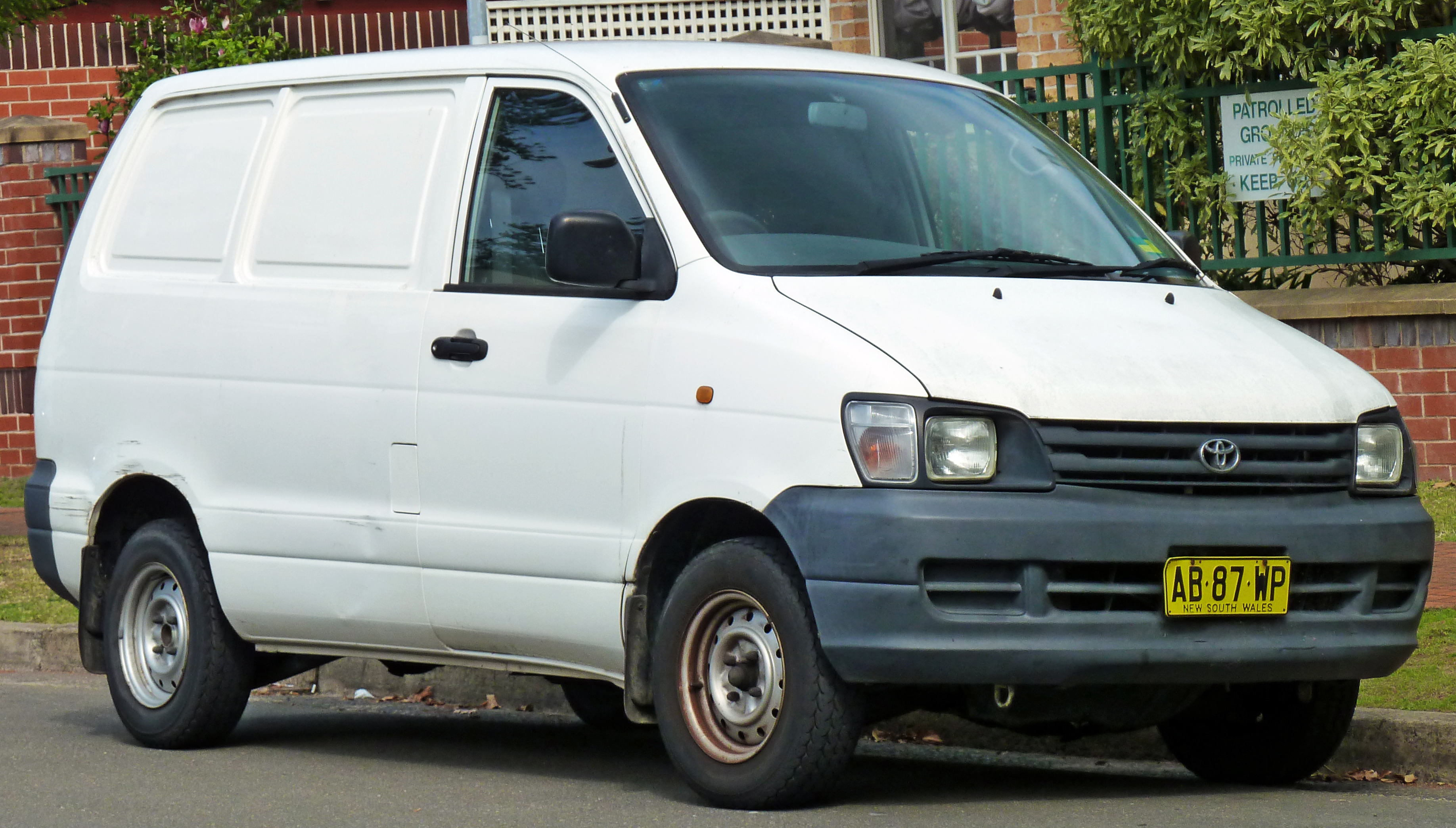
1997-99 TownAce van

W październiku 1996 roku wprowadzono wariant TownAce Noah będący następcą wersji van 2. generacji. Bliźniaczym pojazdem była Toyota LiteAce Noah. Do napędu służył m.in. silnik R4 2.0 3S-FE o mocy 130 KM. Przy rozstawie osi 2715 mm długość nadwozia wynosiła 4435-4595 mm. W listopadzie 2001 roku wersja wagon została przemianowana na Noah.

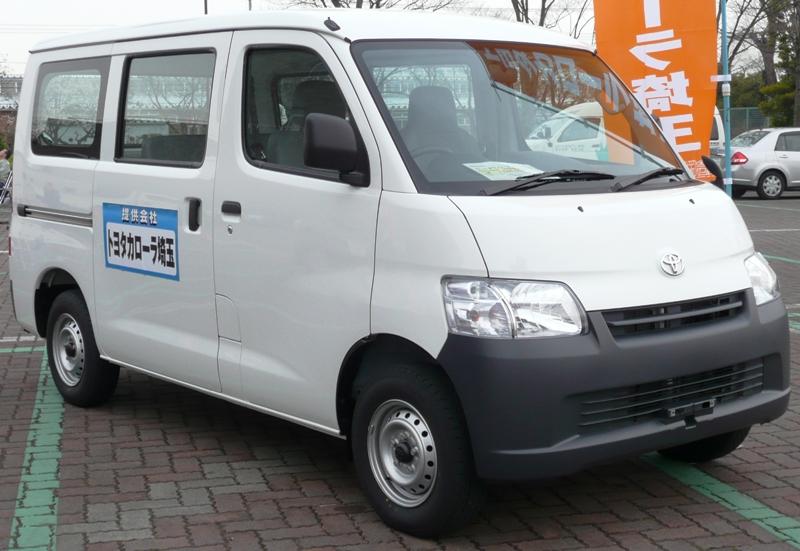
TownAce

Czwarta generacja zadebiutowała w lutym 2008 roku. Zastosowano silnik R4 1.5 3SZ-VE o mocy 97 KM (71 kW), napęd przenoszony był na oś tylną poprzez 4-biegowy automat bądź 5-biegową skrzynię manualną. Od lipca 2010 dostępny jest wariant z permanentnym napędem AWD. Van występował w wersjach GL i Deluxe, przy rozstawie osi równym 2650 mm długość nadwozia wynosiła 4045 mm.

## Pick-up

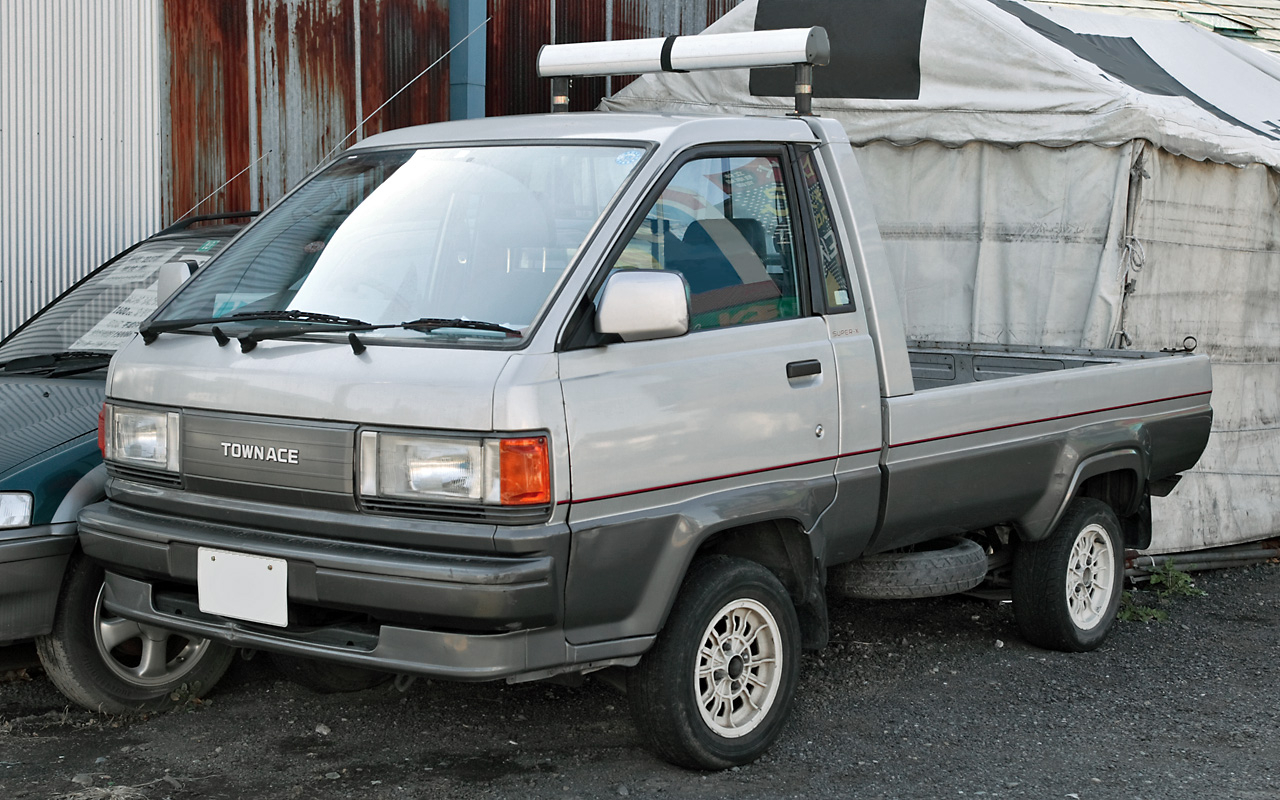
TownAce Truck

Wersja pick-up dostępna była od października 1978 roku, występowała w dwóch wersjach różniących się skrzynią ładunkową. Do napędu służył początkowo silnik 1.6 12R-J (80 KM) zastąpiony później przez 1.8 13T-U. Druga generacja zadebiutowała w listopadzie 1982 wraz z bliźniaczym modelem MasterAce Surf. Od tej generacji pojazd był spokrewniony konstrukcyjnie z Toyotą LiteAce truck. W październiku 1986 roku wprowadzono do produkcji trzecią generację, od października 1991 dostępną także w wersji AWD. Kolejna generacja trafiła na rynek w czerwcu 1999 roku, piąta zaś w lipcu 2007.